# Trimport
 Trimport là một đô thị ở huyện Bitburg-Prüm, trong bang Rheinland-Pfalz, phía tây nước Đức. Đô thị Trimport có diện tích 2,19 km², dân số thời điểm ngày 31 tháng 12 năm 2006 là 302 người.